# Firmin Abauzit
Firmin Abauzit (Uzès, 12 de novembro de 1679 — Genebra, 20 de março de 1767) foi um teólogo e filósofo francês.
Protestante, manteve relações intelectuais com racionalistas seus contemporâneos. Escreveu: Sur Ia connaissance du Chríst et sur Vhoneur qui lui est dú em 1773, obra que influenciou a Profession du vicaire savoyard de Rousseau. Este texto faz ainda parte do Emílio.